# Campionati del mondo di ciclismo su strada 2005 - Gara in linea maschile Elite
La gara in linea maschile Elite dei Campionati del mondo di ciclismo su strada 2005 si tenne il 25 settembre 2005 nel territorio circostante Madrid, in Spagna. Fu vinta dal belga Tom Boonen, che completò i 273 km di gara in 6h26'10".

## Percorso
Il percorso prevedeva un circuito di 21 km con due asperità, la Dehesa de la Villa di 1,5 km e la salita di 2,2 km dell'Avenida del Cardenal Herrera Oria, nessuna delle due impegnative di per sé ma potenzialmente decisive nel contesto dei tredici giri che i corridori dovevano affrontare.
L'inizio del circuito era sul Paseo de la Castellana, uno dei principali viali di Madrid, e dopo 1,5 km una curva a sinistra portava sulla Calle de Bravo Murillo, attraversando il distretto di Tetuán. Successivamente una curva a destra portava sulle vie Lope de Haro e Calle de Francos Rodriguez. Da queste una curva a sinistra ai 3,8 km portava sulla discesa del Camino de las Moreras e attraverso la Ciudad Universitaria, dopo un paio di curve a destra, alla facoltà di geologia dell'Universidad Complutense e all'Avignida Paraninfo (5,4 km). Dopo altri 1,2 km una curva a destra portava alla base della Dehesa de la Villa, salita di 1,2 km per un dislivello di 70 metri e pendenza media intorno al 6%. Dalla cima (8,1 km) il percorso ritornava velocemente in città sulla Calle de Antonio Machado. Una curva a sinistra portava il gruppo su Calle del Doctor Ramón Castroviejo e Calle Cantalejo alla base della seconda salita del circuito, caratterizzata da una pendenza media bassa (4%) ma con una seconda parte che rappresentava il tratto più ripido del percorso.
Dalla cima, raggiunta dopo 14,8 km, percorrendo un falsopiano si raggiungeva una rotonda da cui il circuito si immetteva nell'Avenida Monforte de Lemos che portava allo svincolo per Ginzo de Lima e successivamente per l'Avenida de Asturias, entrambi viali larghi e pianeggianti che favorivano l'incremento della velocità prima del ritorno nella Plaza de Castilla (18 km) e il passaggio dallo Stadio Santiago Bernabéu. Raggiunti i Nuevos Ministerios, sito della torre Windsor, il gruppo affrontava una stretta curva finale che immetteva sul rettilineo di 500 metri verso il traguardo.

## Squadre e corridori partecipanti
| N.      | Cod. | Squadra       |
| ------- | ---- | ------------- |
| 1-9     | ESP  | Spagna        |
| 10-18   | GER  | Germania      |
| 19-27   | ITA  | Italia        |
| 28-36   | AUS  | Australia     |
| 37-45   | NED  | Paesi Bassi   |
| 46-53   | USA  | Stati Uniti   |
| 54      | LUX  | Lussemburgo   |
| 55-57   | DEN  | Danimarca     |
| 58-65   | KAZ  | Kazakhistan   |
| 66-68   | COL  | Colombia      |
| 69-74   | RUS  | Russia        |
| 75-83   | SUI  | Svizzera      |
| 84      | EST  | Estonia       |
| 85-87   | UKR  | Ukraina       |
| 88-96   | BEL  | Belgio        |
| 97-105  | FRA  | Francia       |
| 106-111 | POL  | Polonia       |
| 112-117 | SLO  | Slovenia      |
| 118-123 | ARG  | Argentina     |
| 124-129 | GBR  | Gran Bretagna |

| N.      | Cod. | Squadra         |
| ------- | ---- | --------------- |
| 130-134 | CZE  | Repubblica Ceca |
| 135-140 | BRA  | Brasile         |
| 141-145 | POR  | Portogallo      |
| 146-150 | RSA  | Sud Africa      |
| 151-156 | IRI  | Iran            |
| 157-159 | CAN  | Canada          |
| 160-162 | LTU  | Lituania        |
| 163-165 | BLR  | Bielorussia     |
| 166-168 | JPN  | Giappone        |
| 169-171 | SWE  | Svezia          |
| 172-174 | IRL  | Irlanda         |
| 175-177 | SVK  | Slovacchia      |
| 178-180 | UZB  | Uzbekistan      |
| 181-182 | LAT  | Lettonia        |
| 183-184 | BUL  | Bulgaria        |
| 185-187 | AUT  | Austria         |
| 188-190 | NZL  | Nuova Zelanda   |
| 191     | NOR  | Norvegia        |
| 192     | CRO  | Croazia         |
| 193     | VEN  | Venezuela       |

## Resoconto degli eventi
Il primo attacco fu portato dopo soli due km dal bulgaro Krasimir Vasilev, che rapidamente guadagnò terreno sul gruppo e si trovò ad affrontare la prima salita con un minuto di vantaggio. Al suo inseguimento si portò Juan Carlos Lopez Martin (Colombia), che tuttavia non riuscì a raggiungerlo e, alla fine del primo giro, Vasilev distaccava Lopez di 1'01 a quasi cinque minuti.
Sulla seconda ascesa della Dehesa, attaccarono Dmitrij Murav'ëv (Kazakhstan) e Saul Raisin (USA), compagni di club nella Crédit Agricole, lanciati all'inseguimento del battistrada Vasilev. Lopez venne raggiunto dai due attaccanti e il vantaggio del bulgaro scese a due minuti, mentre il gruppo al termine del terzo giro seguiva a 11'43". I tre contrattaccanti raggiunsero Vasilev durante l'ascesa dell'Avenida del Cardenal Herrera Oria nel quarto giro.
A questo punto nel gruppo iniziarono a lavorare le squadre dei velocisti per ridurre il distacco dai fuggitivi e al termine del quinto giro questo era sceso a 9'04" e a 7'49" un giro dopo. Durante il settimo giro Lopez e Vasilev si staccarono, mentre Raisin e Muravyev riuscirono a mantenere il distacco intorno ai 7 minuti al termine del settimo giro. Durante l'ottava tornata Vasilev si staccò definitivamente dai due battistrada e Lopez Martin fu riassorbito dal gruppo principale. Nel nono giro, i due davanti avevano 1'18" di vantaggio su Vasilev e 5'59" sul gruppo.
A 90 km dal traguardo, con il distacco che diminuiva progressivamente, dal gruppo attaccò Joost Posthuma (Paesi Bassi), raggiunto da Francisco Mancebo (Spagna), Filippo Pozzato (Italia), Vladimir Efimkin (Russia) e Murilo Fischer (Brasile). La reazione di Spagna e Germania nel gruppo al contrattacco ridusse ulteriormente il distacco dai battistrada Raisin e Muravyev, che era sceso a 2'49" ai piedi della Dehesa, 2'09" in cima alla salita, grazie al lavoro di Sergey Ivanov (Russia) e degli italiani.
Nell'undicesimo giro i due fuggitivi sembrava fossero in grado di mantenere il distacco, ma una serie di attacchi dal gruppo vanificò il loro lavoro. Denis Shkarpeta (Uzbekistan) fu l'unico a riuscire a staccarsi, sorpassò Raisin e Muravyev prima dell'ultima curva che immetteva sul viale del traguardo che tagliò con 7 secondi di vantaggio. La reazione della nazionale australiana vanificò l'attacco dell'asiatico e dal gruppo si staccò Chris Kern che guadagnò un vantaggio massimo di 15 secondi ma anche lui fu ripreso grazie al lavoro di Cadel Evans (Australia) e agli attacchi di Constantino Zaballa (Spagna), Steffen Wesemann (Svizzera) e Jakob Piil (Danimarca). Óscar Pereiro contrattaccò e, raggiunto da Piil, insieme i due guadagnarono 18 secondi dal gruppo. Questa azione pericolosa portò a diversi altri attacchi lungo l'Avenida del Cardenal Herrera Oria, con Pieter Weening (Paesi Bassi), seguito da Bettini, Patrick Calcagni (Svizzera), Philippe Gilbert (Belgio), Sergey Lagutin (Uzbekistan), Allan Davis (Australia), Miguel Martín Perdiguero (Spagna), Fabian Wegmann (Germania) e Alejandro Valverde (Spagna). Ad essi si aggiunse il belga Stijn Devolder e il gruppetto riuscì a guadagnare circa un minuto al termine dell'undicesimo giro.
Valverde, Perdiguero, Bettini e Pereiro attaccarono sulla prima salita, ma vennero raggiunti dal gruppo da cui contrattaccò l'olandese Koos Moerenhout, seguito da Mancebo, Pozzato, Marek Rutkiewicz (Polonia) e Fischer, ma anch'essi furono riassorbiti. Attaccò quindi Bettini, sulla parte più ripida dell'Avenida del Cardenal Herrera Oria. Wegmann chiuse sull'italiano e i due furono raggiunti da Piil, Devolder, Gilbert, Valverde e Perdiguero. Alla fine del penultimo giro il loro vantaggio dal gruppo era di poco meno di 20 secondi. L'estrema vicinanza del gruppo portò all'attacco tra i fuggitivi di Perdiguero e Bettini, ripresi da Piil e Gilbert e successivamente anche dal gruppo principale.
Con il gruppo tornato compatto, Karsten Kroon (Paesi Bassi) attaccò ai piedi dell'Avenida del Cardenal Herrera Oria e fu raggiunto ancora da Paolo Bettini con Julian Dean (Nuova Zelanda), cui si aggiunsero Björn Leukemans (Belgio), Aleksandr Vinokurov (Kazakhstan) e diversi altri, tra cui Moerenhout che contrattaccò nel piccolo gruppo di testa. Vinokurov contrastò il tentativo dell'olandese e fu seguito dallo stesso Moerenhout, da Gorazd Štangelj (Slovenia) e Leukemans. Michael Boogerd e Bettini riuscirono a rientrare lungo la discesa successiva su Marcos Serrano, Stangelj e Moerenhout.
Il piccolo gruppo, formato da sei corridori, iniziò l'ultimo chilometro con 10 secondi di vantaggio ma, nonostante gli sforzi di Vinokurov di mantenerlo tale, il gruppo riuscì a riprenderli. Il kazako tentò l'attacco a 250 metri dal traguardo, ma non poté rispondere alla volata di Tom Boonen, Valverde e Anthony Geslin.

## Ordine d'arrivo (Top 10)
| Pos. | Corridore          | Squadra       | Tempo    |
| ---- | ------------------ | ------------- | -------- |
| 1    | Tom Boonen         | Belgio        | 6h26'10" |
| 2    | Alejandro Valverde | Spagna        | s.t.     |
| 3    | Anthony Geslin     | Francia       | s.t.     |
| 4    | Marcus Ljungqvist  | Svezia        | s.t.     |
| 5    | Murilo Fischer     | Brasile       | s.t.     |
| 6    | Jakob Piil         | Danimarca     | s.t.     |
| 7    | Aleksandr Kolobnev | Russia        | s.t.     |
| 8    | Andreas Klier      | Germania      | s.t.     |
| 9    | Julian Dean        | Nuova Zelanda | s.t.     |
| 10   | Martin Elmiger     | Svizzera      | s.t.     |

## Punteggi UCI
| Pos. | Corridore          | Squadra | Punti |
| ---- | ------------------ | ------- | ----- |
| 1    | Tom Boonen         | Belgio  | 50    |
| 2    | Alejandro Valverde | Spagna  | 40    |
| 3    | Anthony Geslin     | Francia | 35    |